# Haagsch Dagblad
Het Haagsch Dagblad was de Haagse editie van het dagblad Het Parool. De krant bestond van 1945 tot 1964.
Op 8 mei 1945 kwam het Haagsch Dagblad voor het eerst uit, toen nog als Het Parool, Dagblad voor Den Haag. De krant voerde als motto Uit duister in 't licht, en werd uitgegeven door De Nieuwe Pers NV, een dochteronderneming van Het Parool, waartoe ook het Nieuw Utrechts Nieuwsblad, Het Rotterdamsch Parool, en het Dagblad voor Amersfoort behoorden. Vanaf 14 april 1947 voerde de krant als ondertitel "waarin opgenomen De Nieuwe Nederlander". In oktober 1964 werd de uitgave van het Haagsch Dagblad gestaakt, het was met zo'n 16.000 abonnees niet rendabel meer.

## Affaire-Schokking
In de jaren vijftig viel het Haagsch Dagblad op door een kritisch artikel van journalist Joop de Ru over het oorlogsverleden van de Haagse burgemeester Schokking, dat op 1 februari 1956 werd gepubliceerd. In een bij het artikel opgenomen "Verantwoording" schreef hoofdredacteur Sjoerd van der Schaaf dat de burgemeester diende te vertrekken. Het artikel leidde aanvankelijk tot hevige kritiek op het Haagsch Dagblad, ook door andere kranten, maar gaandeweg wijzigden de opvattingen zich. Hoewel een door minister Beel benoemde commissie van advies oordeelde dat Schokking kon aanblijven, en deze conclusie tijdens een Kamerdebat werd onderschreven, trad hij in juli 1956 af als burgemeester.

Henk Hofland zou de affaire later in Tegels lichten (1972) omschrijven als "de eerste moderne, naoorlogse slag om de aard van het gezag in Nederland", waarbij het volgens Hofland al snel niet meer ging om de persoon van de burgemeester, maar om het breken van "de geslotenheid van een traditionele hiërarchie".